# Albert Stankowski
Albert Stankowski (ur. 22 października 1971 w Szczecinie) – polski historyk, członek zarządu Stowarzyszenia Żydowski Instytut Historyczny w Polsce (2011–2015), współtwórca Muzeum Historii Żydów Polskich (były kierownik działu zbiorów niematerialnych), doradca do spraw kontaktów ze społecznością żydowską w Muzeum Historii Żydów Polskich, pomysłodawca i twórca portalu Wirtualny Sztetl. W latach 2018–2025 dyrektor Muzeum Getta Warszawskiego.

## Życiorys
Urodził się w Szczecinie, jako syn Dariusza Stankowskiego, więźnia obozów stalinowskich w latach 1941–1956, i Krystyny z domu Kot. W 1989 ukończył Liceum Ogólnokształcące im. Mikołaja Kopernika w Kołobrzegu; w latach 1990–1995 studiował w Instytucie Historii Uniwersytetu Szczecińskiego, a w latach 1995–1998 na Wydziale Politologii Uniwersytetu Szczecińskiego. W latach 1997–2001 odbył studia doktoranckie na Wydziale Historii Uniwersytetu Warszawskiego, w latach 1998–1999 stypendysta na Uniwersytecie Hebrajskim w Jerozolimie, w 2001 stypendysta Muzeum Holokaustu w Waszyngtonie (USHMM), w latach 2006–2007 podyplomowe Studium Menedżerskie w Szkole Głównej Handlowej, a w latach 2011–2012 podyplomowe studia muzealnicze w Instytucie Historii Sztuki UW.
W latach 2000–2001 wykładowca w zakresie historii najnowszej i stosunków polsko-żydowskich na UW. W 2000 był koordynatorem i członkiem Komitetu Budowy Lapidariów w Kołobrzegu przy Prezydencie Miasta w ramach międzynarodowego programu „Dni Tolerancji – Kołobrzeg 2000”, w latach 2003–2007 koordynator „Programu Pamięć” Fundacji Ochrony Dziedzictwa Żydowskiego w Warszawie, w latach 2007–2011 koordynator i pomysłodawca międzynarodowego projektu multimedialnego Wirtualny Sztetl w Muzeum Historii Żydów Polskich. W latach 2011–2015 członek zarządu Stowarzyszenia Żydowski Instytut Historyczny w Polsce; w latach 2012–2015 kierownik działu zbiorów niematerialnych w Muzeum Historii Żydów Polskich, od 2013 członek Międzynarodowej Rady Muzeów. W latach 2018–2022 członek Rady Muzeum POLIN. Od 2018 jest członkiem polskiej delegacji przy International Holocaust Remembrance Alliance (IHRA). Od 2019 jest członkiem Rady Muzeum Treblinka i członkiem Rady Pamięci Instytutu Pileckiego. W latach 2020–2024 był członkiem Rady Państwowego Muzeum na Majdanku. W latach 2021–2023 był członkiem Rady Muzeum Stutthof w Sztutowie. Od 2021 członek Rady Muzeum KL Płaszów oraz członek Rady Muzeum przy Państwowym Muzeum Auschwitz-Birkenau w Oświęcimiu. W latach 2022–2024 był wiceprzewodniczącym Międzynarodowej Rady Oświęcimskiej oraz członkiem Rady Muzeum II Wojny Światowej. Także w latach 2022-2024 był członkiem rady Międzynarodowego Centrum Edukacji o Auschwitz i Holokauście.  
W latach 2018–2025 był dyrektorem Muzeum Getta Warszawskiego. Na mocy konkursu rozstrzygniętego 26 lutego 2025 roku jego następczynią została Katarzyna Person. 

## Publikacje
- How Many Polish Jews Survived the Holocaust?; Jewish Religious Life in Poland after the Holocaust / Albert Stankowski in.: Jewish presence in absence: the aftermath of the Holocaust in Poland, 1944–2010 / Edited by Feliks Tych and Monika Adamczyk-Garbowska; Jerusalem: Yad Vashem 2014
- Demograficzne skutki Holokaustu i Życie religijne społeczności żydowskiej, współautor w: Następstwa zagłady Żydów. Polska 1944–2010, Lublin 2011, s. 15–39; 215–245
- Wybór dokumentów w: Jewish Studies at the CEU, Budapest 2002–2003, s. 297–306
- Zerwanie stosunków dyplomatycznych z Izraelem przez Polskę w czerwcu 1967 roku, w: Rozdział wspólnej historii Studia z dziejów Żydów w Polsce, Warszawa: Cyklady, 2001, s. 355–374
- Nowe spojrzenie na statystyki dotyczące emigracji Żydów z Polski po 1944 roku, s. 103–151. Studia z historii Żydów w Polsce po 1945 roku. Warszawa: Żydowski Instytut Historyczny, 2000, s. 151
- Stosunki polsko-izraelskie w latach 1947–1951, Acta politica, Uniwersytet Szczeciński, Szczecin: 1999, No. 12, s. 59–82
- Poland and Israel: Bilateral Relations 1947–1953, [w:] Jews in Eastern Europe No. 3(37), Jerozolima 1998.
- Emigracja Żydów z Pomorza Zachodniego w latach 1945–1960 w: Studia z historii i kultury Żydów w Polsce po 1945 roku, A. Grabski, M. Pisarski, A. Stankowski, Warszawa: Trio, 1997, s. 83–141

## Odznaczenia
- 2010: Złota Gwiazda NCIV przyznana przez National Council for International Visitors (USA)[28][29]
- 2015: Odznaka honorowa „Zasłużony dla Kultury Polskiej”[30]
- 2021: Odznaka Honorowa „Bene Merito”[31]
- 2023 – Krzyż Kawalerski Orderu Odrodzenia Polski[32]